# Femina (magazine indonésien)
Pour les articles homonymes, voir Femina.

Femina est un magazine hebdomadaire féminin de mode indonésien, créé en 1972, appartenant à familie Alisjahbana et qui est édité par Prana Group.
Depuis 1986 à 2016, le magazine est partenaire et organise l'élection de Wajah Femina.